# Богуславський провулок
Богусла́вський прову́лок — зниклий провулок, що існував у Подільському районі міста Києва, місцевість Поділ. Пролягав від вулиці Фрунзе до тупика.

## Історія
Провулок виник у 2-й половині XIX століття під такою ж назвою (від місцевості Богуславщина). Пролягав від початку Богуславського узвозу. Однак на планах міста 1913 та 1915  років провулок з такою ж назвою показаний в іншому місці — між Нижньоюрківською вулицею та Цимлянським провулком (тоді — Циганським) приблизно в районі будинку № 25 по Кирилівській вулиці. На планах 1880 та 1935 років узвіз підписаний як провулок.
Востаннє фігурує на плані міста 1967 року. У рішеннях, якими ліквідовувалися вулиці, не фігурує, тому точну дату зникнення встановити неможливо.